# Organik
Organik — третий студийный альбом композитора Роберта Майлса, выпущен в 2001 году, первый альбом, который был издан собственной звукозаписывающей компанией композитора.

## Об альбоме
Годом спустя был выпущен новый альбом, который состоял из ремиксов этого альбома, Organik Remixes.
Альбом по звучанию сильно изменился сравнительно с первыми двумя, которые были выдержаны в жанре дрим-хаус.

## Список композиций
Все песни были написаны Робертом Майлзом, за исключением третьей композиции, которая была написана Робертом Майлзом и коллективом Smoke City (Нина Миранда, Марк Браун, Крис Франк).
1. «TSBOL» — 3:44
2. «Separation» — 4:32
3. «Paths» — 4:00
4. «Wrong» — 5:26
5. «It’s All Coming Back» — 4:10
6. «Pour te Parler» — 4:21
7. «Trance Shapes» — 3:55
8. «Connections» — 4:57
9. «Release Me» — 7:48
10. «Improvisations Part 1» — 7:06
11. «Improvisations Part 2» — 5:53
12. «Endless» — 8:00

## Участники записи
Музыканты
- Роберт Майлз — клавишные и синтезаторы (на 1-12)
- Пол Феллун — бас-гитара (на 1-2, 4-8)
- Нитин Соуни — электрическая гитара (на 4, 7), нейлон-гитара (на 6)
- Билл Ласвелл — безладовый бас (на 9-11)
- Джанни Тревизан — электрогитара (на 2)
- Тейлор Мейд — акустический бас (на 3, 9)
- Трилок Гурту — ударные и перкуссия & табла (на 9-11)
- Марк Гилмор — ударные (на 1, 4, 6-7)
- Нина Миранда — вокал (на 3)
- Друба Гош — саранджи (на 3, 9, 12)
- Лондонский сессионный оркестр (на 1, 4, 6)

Технические
- Роберт Майлз — аранжировка, программист, инженер, производство
- Ник Ингман — струнные аранжировки (на 1, 4, 6)
- Тони Экономидес — дополнительное производство, инженер
- Майкл Фоссенкемпер — мастеринг